# Manon Thomas
Manon Thomas, geboren als Maria Ursula de Haan (Emmeloord, 12 mei 1963) is een Nederlandse televisiepresentatrice.
Thomas woonde de eerste zes jaar van haar leven in Emmeloord, maar verhuisde daarna met haar ouders naar Bilthoven. Ze voltooide het HAVO en volgde achtereenvolgens een opleiding bij Schoevers, een toeristische opleiding en een PR-cursus. Vóór haar televisiecarrière was ze werkzaam in het bedrijfsleven.
In september 1988 trouwde ze met de Amerikaanse zanger Forrest Thomas (1953-2013) en nam diens achternaam aan. Het huwelijk werd na twaalf jaar ontbonden door echtscheiding.
In 1989 behaalde ze de titel Miss Fotogeniek. Vervolgens was ze werkzaam als omroepster en presentatrice bij RTL-Véronique. Ze presenteerde Hoge Ogen (een programma over gezelschapsspelletjes), de RTL-spelletjes Scrabble, Pictionary, Taboe en Gebarentaal. Manon presenteerde ook Telekids (bij afwezigheid van Irene Moors), Beestenboel en de programma's Flora Magazine en Een Eigen Huis, die vervolgens werden omgesmolten tot Eigen Huis & Tuin. Ook zat ze in het panel van de, door Rolf Wouters gepresenteerde, quiz Twins, de Tweelingenshow. Afwisselend met Carlo Boszhard presenteerde Thomas RTL Club. Later presenteerde zij voor de publieke omroep het programma Kook-TV, samen met Ria van Eijndhoven, en zat zij in het panel van het NCRV-programma Zo Vader, Zo Zoon. In 2000 was Thomas deelneemster aan het televisieprogramma Big Brother VIPS.
In 2003 en 2004 was ze te zien als presentatrice van het thuiswinkelprogramma Wehkamp Welkom van Wehkamp op SBS6. Een tijd lang hield ze zich hoofdzakelijk bezig met het presenteren van vergaderingen, feesten en congressen. Daarnaast gaf ze cursussen in het openbaar spreken. In 2008 speelde Thomas in de Groningse regiosoap Boven Wotter. Vanaf 2009 keerde ze terug bij RTL 4 en presenteerde afwisselend met Esther Duller en Sander Janson het programma RTL Vandaag. In 2009 was Thomas een van de deelnemers van het derde seizoen van het televisieprogramma Dancing with the Stars.
Thomas is hertrouwd en heeft twee kinderen uit haar eerste huwelijk.

## Programma's
RTL 4:
- omroepster (1989)
- RTL Matinee (1989-1990)
- Twins, de Tweelingenshow (panellid, 1990)
- Hoge Ogen (1990-1991)
- Je Eigen Huis (1992-1994)
- Flora Magazine (1992-1993)
- Scrabble (1991-1992)
- Gebarentaal (begin jaren 90)
- Taboe (begin jaren 90)
- Pictionary (begin jaren 90)
- RTL Club (1992-1993)
- Telekids (begin jaren 90)
- RTL Vandaag (2009)
- Dancing with the Stars (deelneemster, 2009)

EO/TROS:
- Kook Tv (1994-1996)

NCRV:
- Zo Vader, Zo Zoon (panellid, 1996-1997)

SBS6:
- Wehkamp Welkom (2003-2004)

BNN:
- Ranking the Stars (deelneemster, winnares 2010)

RTL 7:
- InHetZadel.TV (2013)